# IndiGo
IndiGo — индийская частная внутренняя бюджетная авиакомпания, базирующаяся в городе Гургаон, в одноимённом округе, штат Харьяна. Её полёты связывают 22 города Индии. Её порт приписки — делийский Международный аэропорт имени Индиры Ганди. Является лауреатом награды «Best Domestic Low Cost Carrier» («Лучший внутренний бюджетный авиаперевозчик») в Индии за 2008 год.

## История
IndiGo начала перевозки 4 августа 2006 года полётами из Дели в Импхал через Гувахати. Собственником компании является InterGlobe Enterprises . Первый Airbus A320-200 был доставлен 28 июля 2006 года — всего до конца 2006 года было получено шесть судов. Ещё девять было получено в 2007 года, их стало 15. Авиакомпания взяла в постоянное пользование 3 самолётные стоянки в аэропортах Дели и Бомбея.
Недавно IndiGo по случаю своего 4-летия сменила форму экипажей самолётов.

## Международные перевозки
IndiGo, согласно индийскому законодательству, может совершать международные перевозки только после пяти лет работы на внутреннем рынке, то есть в лучшем случае, в августе 2011 года.
Перевозчик планирует совершать полёты в страны Ассоциации регионального сотрудничества Южной Азии, АСЕАН и Юго-Западной Азии.

## Пункты назначения
На сентябрь 2010 года IndiGo выполняет рейсы в следующие города Индии:

### Азия

#### Южная Азия
Индия
- Андхра-Прадеш
  - Хайдарабад — Хайдарабад (аэропорт)
- Ассам
  - Гувахати — Международный аэропорт имени Локприя Гопинатха Бордолои
  - Дибругарх — Mohanbari Airport
- Бихар
  - Патна — Lok Nayak Jayaprakash Airport
- Дели
  - Международный аэропорт имени Индиры Ганди хаб
- Гоа
  - Васко-да-Гама — Даболим
- Гуджарат
  - Ахмадабад — Международный аэропорт имени Сардара Валлаббхай Патела
  - Вадодара — Vadodara Airport
- Джамму и Кашмир
  - Джамму — Satwari Airport
  - Сринагар — Sheikh ul Alam Airport
- Карнатака
  - Бангалор — Бангалор
- Керала
  - Кочин — Кочин
- Махараштра
  - Мумбаи — Международный аэропорт имени Чатрапати Шиваджи хаб
  - Нагпур — Dr. Babasaheb Ambedkar International Airport
  - Пуна — Пуна
- Манипур
  - Импхал — Tulihal Airport
- Орисса
  - Бхубанешвар — Biju Patnaik Airport
- Раджастхан
  - Джайпур — Jaipur Airport
- Тамилнад
  - Ченнай — Ченнай
- Трипура
  - Агартала — Singerbhil Airport
- Уттар-Прадеш
  - Лакхнау — Amausi Airport
- Западная Бенгалия
  - Калькутта — Netaji Subhash Chandra Bose International Airport Hub

С конца июля по сентябрь 2023 года авиакомпания запустит прямые рейсы из Дели в Найроби, Джакарту, Тбилиси, Баку, Ташкент, Алматы. Общее количество международных направлений авиакомпании достигнет 32.

## Флот

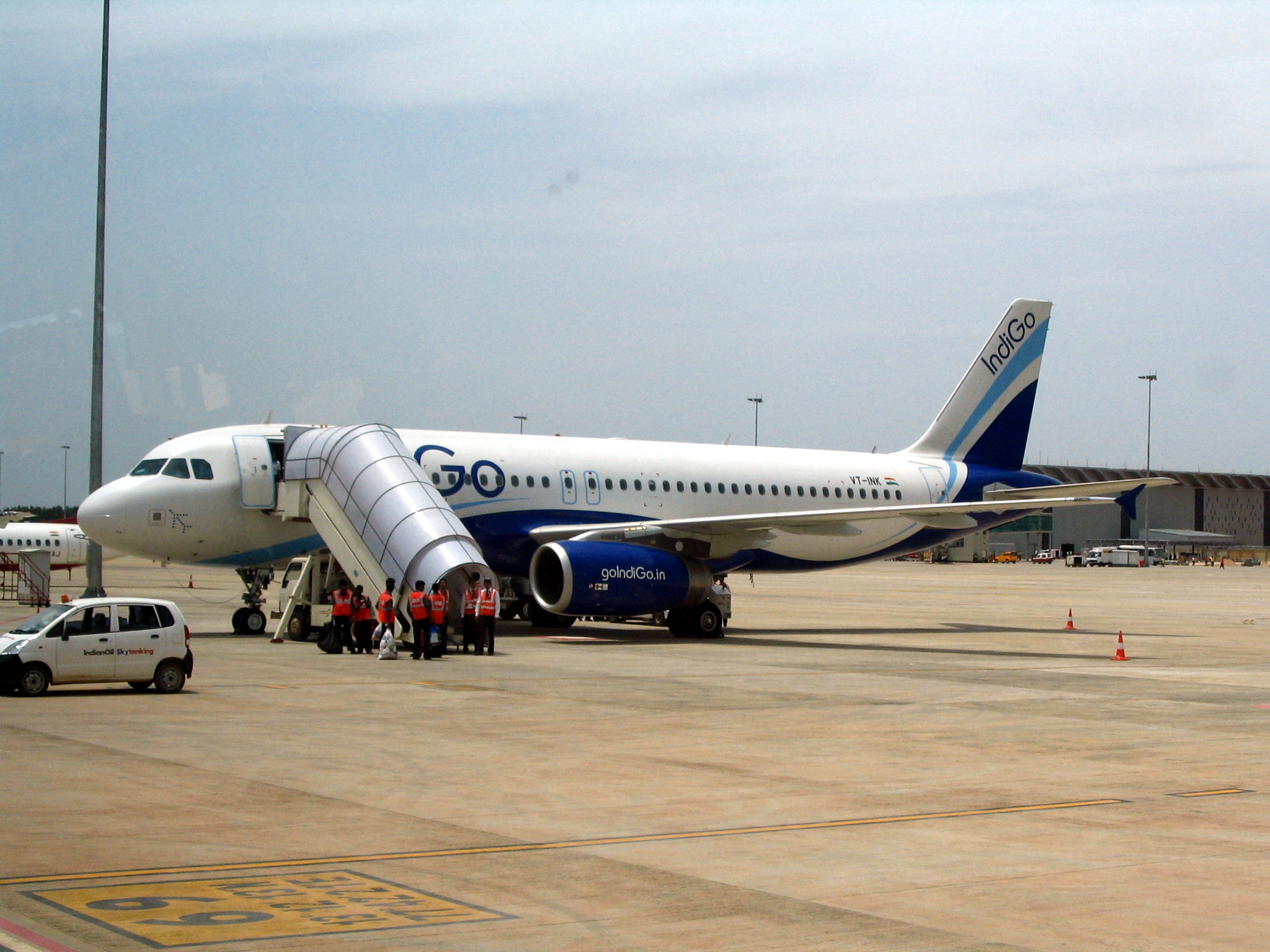
Airbus A320-200 IndiGo в аэропорту Бангалора

В августе 2021 года флот IndiGo состоял из 242 самолетов, средний возраст которых 3,9 лет:

### Заказы самолётов

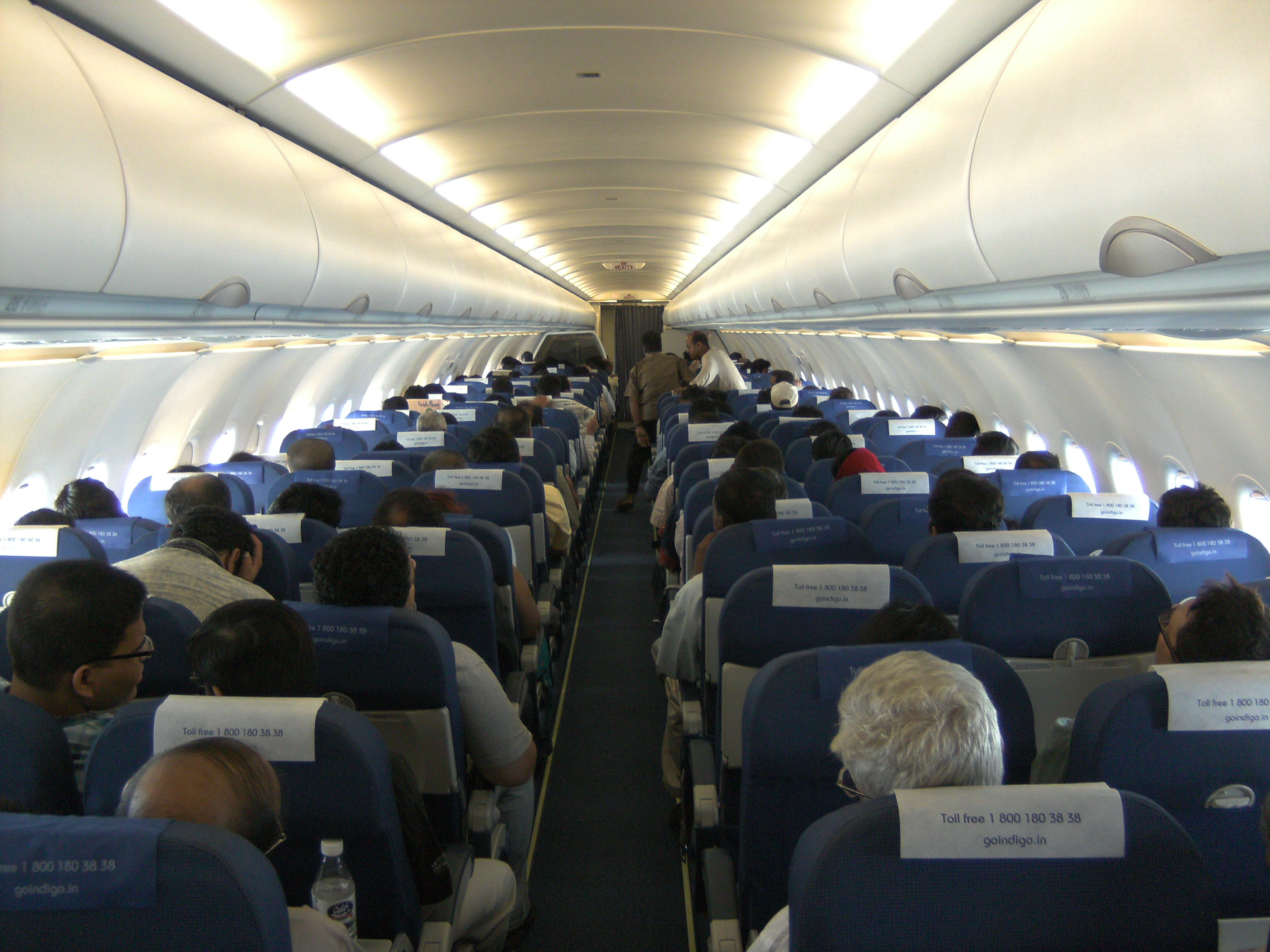
Интерьер A320 IndiGo

IndiGo разместила заказ на сто самолётов семейства Airbus A320 во время Парижского авиашоу 2005 года. Общая сумма заказа оценивается в 6 млрд долларов США — это один из крупнейших заказов, сделанных немеждународной авиакомпанией во время этих авиасалонов.
Перевозчик поставил целью покрыть 30 городов Индии к концу 2010 года используя 40 самолётов A320. Авиакомпания получит все сто самолётов к 2015—2016 годам. Индийское правительство «в принципе» одобрило план авиакомпании по импорту самолётов.
IndiGo имеет планы купить ещё 150 самолётов к 2025 году.

## Бортовое обслуживание

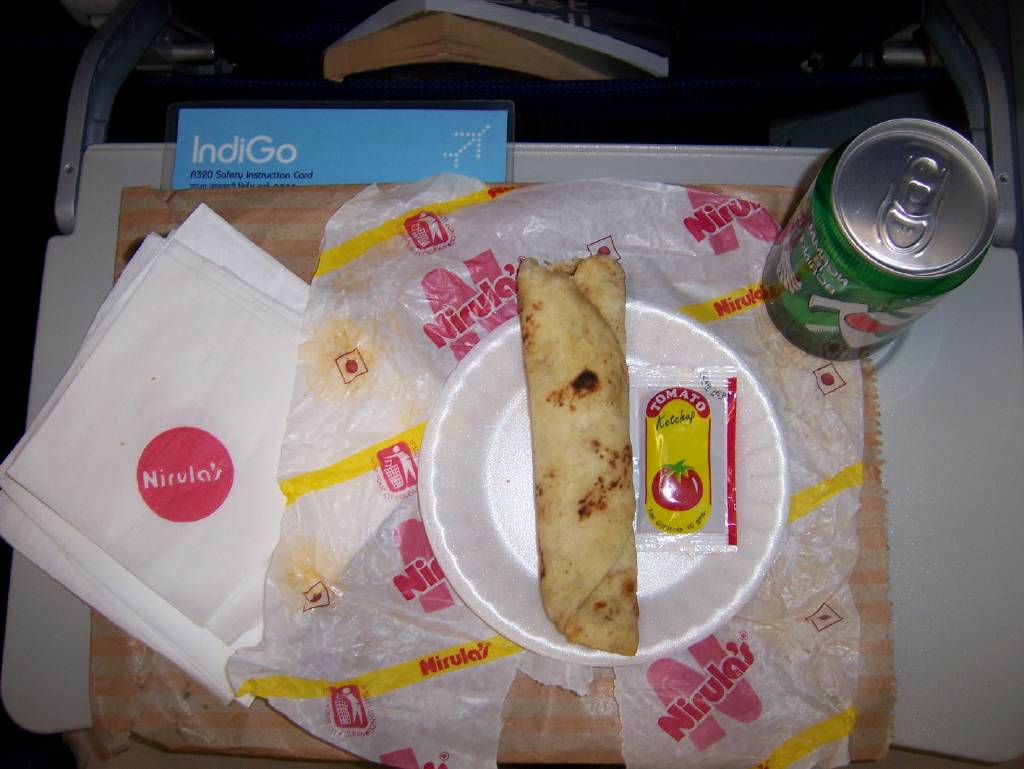
Мясной рулет из баранины (45 рупий — примерно один доллар США) и банка 7UP за 25 рупий на борту самолёта IndiGo

Будучи бюджетной авиакомпанией, IndiGo не предлагает своим пассажирам полный спектр обслуживания. Однако, на борту можно купить сэндвичи, кондитерские изделия, орешки, газированные напитки и минеральную воду. Очищенная питьевая вода предоставляется бесплатно.